# 関戸めぐみ
関戸 めぐみ（せきと めぐみ、1970年（昭和45年）4月15日 - ）は、フリーアナウンサー、元フジテレビ専属契約アナウンサー。

## 略歴
- 東京都出身。
- 身長：158cm、血液型：A型
- 法政大学女子高等学校、法政大学文学部英文学科卒。
- 1993年4月、共同テレビジョン入社。フジテレビジョン・アナウンス室勤務。
- 1996年3月、フリーアナウンサーとなる。
- 2005年、ルージュに移籍。出産。
- 2011年7月時点ではルージュおよび共同テレビ両社に所属。
※その後共同テレビは2014年9月までにアナウンサーのマネジメント部門を廃止している。

## 過去の出演番組
共同テレビ時代の主な番組
| 期間      | 期間      | 番組名                                       | 役職                   | 担当日     |
| --------- | --------- | -------------------------------------------- | ---------------------- | ---------- |
| 1994.4.3  | 1995.3.26 | 報道2001（フジテレビ）                       | 司会                   | 日曜日     |
| 1994.8.1  | 1996.3.29 | めざまし天気（フジテレビ）                   | 司会                   | （交替制） |
| 1994.10.3 | 1996.3.25 | 森田一義アワー 笑っていいとも!（フジテレビ） | テレフォンアナウンサー | 月曜日     |

フリー時代の主な番組
- フジテレビ「FNNスーパーニュース」「おはよう茨城」レポーター
- TBS「はなまるマーケット」はなまるアナ (2004年2月～11月)
- TBS「きょう発プラス!」内『きょう発セレクション』担当 (2006年6月～9月)
- TBS「ピンポン!」 (2006年10月～2009年3月27日)
- TBS「もうすぐひるおび!」内『ひるしょぴ!』担当 (2009年3月30日～9月)
- TBS「買いテキ!通販ツウ」（2009年10月～）（2017年3月に番組が終了）

ほか